# Anto Nobilo
Anto Nobilo (Split, 4. prosinca 1950.) hrvatski je odvjetnik i bivši majstor taekwondoa. Poznat je po zastupanju brojnih javnih osoba i medijski eksponiranim sudskim procesima, te po sportskim dostignućima u borilačkim vještinama.
Podrijetlom iz Korčule, Nobilo je mladost proveo u nekoliko hrvatskih gradova – Splitu, Osijeku i Karlovcu, gdje mu je otac bio zaposlen kao djelatnik UDBE. Nakon završene karlovačke gimnazije 1969. godine, upisao je Pravni fakultet Sveučilišta u Zagrebu, gdje je diplomirao 1976. godine.

## Sportska karijera
Taekwondoom se počeo baviti 1968. godine, a za jugoslavensku reprezentaciju nastupao je od 1973. do 1981. godine. Nobilo je osvojio deset uzastopnih naslova prvaka Jugoslavije u teškoj kategoriji. Na svjetskom prvenstvu u Montrealu 1974. godine osvojio je srebrnu medalju, dok je na prvom Europskom prvenstvu u Stuttgartu 1975. godine osvojio zlato.
Nakon aktivne natjecateljske karijere, Nobilo je preuzeo ulogu trenera i izbornika jugoslavenske reprezentacije od 1978. do 1990. godine. Autor je nekoliko knjiga o taekwondou: „Tae kwon do, način borbe nogama i rukama” (1979.), „Taekwondo novi olimpijski sport” (1986.) i „Izvorni taekwondo” (1989.). Nositelj je crnog pojasa 8. dan i bio je predsjednik Hrvatskog taekwondo saveza.
Bio je prvak svijeta u razbijanju rukom i prvak Europe u razbijanju nogom, disciplinama koje su zahtijevale iznimnu tehniku, koncentraciju i samopouzdanje.

## Pravnička karijera
Karijeru je započeo kao pripravnik u Okružnom javnom tužiteljstvu krajem 1970-ih godina. Nakon toga je četiri godine radio kao tužitelj u Donjoj Stubici, prije povratka u Zagreb.
Kao tužitelj, Nobilo je sudjelovao u nekoliko značajnih i kontroverznih slučajeva. Godine 1986. bio je dio tužiteljskog tima u procesu protiv Andrije Artukovića, bivšeg ministra u vladi NDH. Godine 1989. podnio je prekršajnu prijavu protiv Franje Tuđmana zbog javnog istupa u Klubu hrvatskih književnika. Bio je tužitelj i u postupcima protiv Željka Ražnatovića Arkana i Gorana Hadžića 1991. godine. Pokrenuo je istrage ubojstva obitelji Zec i zločina u Pakračkoj Poljani.
Nakon rada u državnom odvjetništvu, Nobilo 1992. godine otvara vlastiti odvjetnički ured, prelazeći sa strane optužbe na stranu obrane. Kao odvjetnik, postao je poznat po zastupanju istaknutih javnih osoba i medijski eksponiranim slučajevima.
Neki od njegovih najpoznatijih klijenata bili su: glumica Ena Begović, poduzetnici Miroslav Kutle i Hrvoje Petrač, političar Damir Polančec, bivši ministar unutarnjih poslova Josip Boljkovac, bankarica Jasmina Bilonić i mnogi drugi. Na Međunarodnom sudu u Haagu zastupao je generala Tihomira Blaškića.

## Osobni život
Nobilo se dva puta ženio. S prvom suprugom Jadrankom dobio je dvije kćeri, Ivanu i Franu, te sina Niku. Nakon razvoda oženio se sutkinjom zagrebačkog općinskog suda Vinkom Maravić, s kojom ima sina.
Osim pravne prakse i sportskih aktivnosti, Nobilo se okušao i u poduzetništvu. S poslovnim partnerom Mićom Carićem kupio je tvornicu „Nada Dimić” i robnu kuću Šavrić u Čakovcu.

## Kontroverze
Nobilo je tijekom svoje karijere bio povezan s nekoliko kontroverznih situacija. Bivša supruga Jadranka optužila ga je za obiteljsko nasilje, što je 2004. godine dovelo do njegove eliminacije s liste HNS-ovih kandidata za ministra pravosuđa.
Godine 2009. izazvao je kontroverzu kada je ošamario 15-godišnjaka tijekom incidenta s prosvjednicima koji su blokirali cestu.
U Haagu je protiv njega pokrenuta istraga zbog navodnog odavanja povjerljivih informacija medijima i otkrivanja identiteta zaštićenog svjedoka tijekom procesa generalu Blaškiću.